# Leichtathletik-Europacup 1997
| 18. Leichtathletik-Europacup                          | 18. Leichtathletik-Europacup | 18. Leichtathletik-Europacup | 18. Leichtathletik-Europacup | 18. Leichtathletik-Europacup | 18. Leichtathletik-Europacup |
| ----------------------------------------------------- | ---------------------------- | ---------------------------- | ---------------------------- | ---------------------------- | ---------------------------- |
|                                                       |                              |                              |                              |                              |                              |
| Resultate Superliga (Endstand nach 39 Entscheidungen) |                              |                              |                              |                              |                              |
| München Olympiastadion – 21./22. Juni 1997            |                              |                              |                              |                              |                              |
| Frauen                                                | Frauen                       | Frauen                       | Männer                       | Männer                       | Männer                       |
| Platz                                                 | Land                         | Punkte                       | Platz                        | Land                         | Punkte                       |
| 1                                                     | Russland                     | 127                          | 1                            | Großbritannien               | 118,0                        |
| 2                                                     | Deutschland                  | 113                          | 2                            | Deutschland                  | 105,0                        |
| 3                                                     | Großbritannien               | 079                          | 3                            | Russland                     | 104,0                        |
| 4                                                     | Frankreich                   | 086                          | 4                            | Italien                      | 096,0                        |
| 5                                                     | Italien                      | 077                          | 5                            | Spanien                      | 078,0                        |
| 6                                                     | Ukraine                      | 077                          | 6                            | Frankreich                   | 075,0                        |
| 7                                                     | Rumänien                     | 072                          | 7                            | Norwegen                     | 072,5                        |
| 8                                                     | Belarus                      | 055                          | 8                            | Griechenland                 | 071,5                        |
| ← Madrid 1996                                         | ← Madrid 1996                | ← Madrid 1996                | St. Petersburg 1998 →        | St. Petersburg 1998 →        | St. Petersburg 1998 →        |
|  abgestiegen in die 1. Liga des nächsten Europacups   |                              |                              |                              |                              |                              |

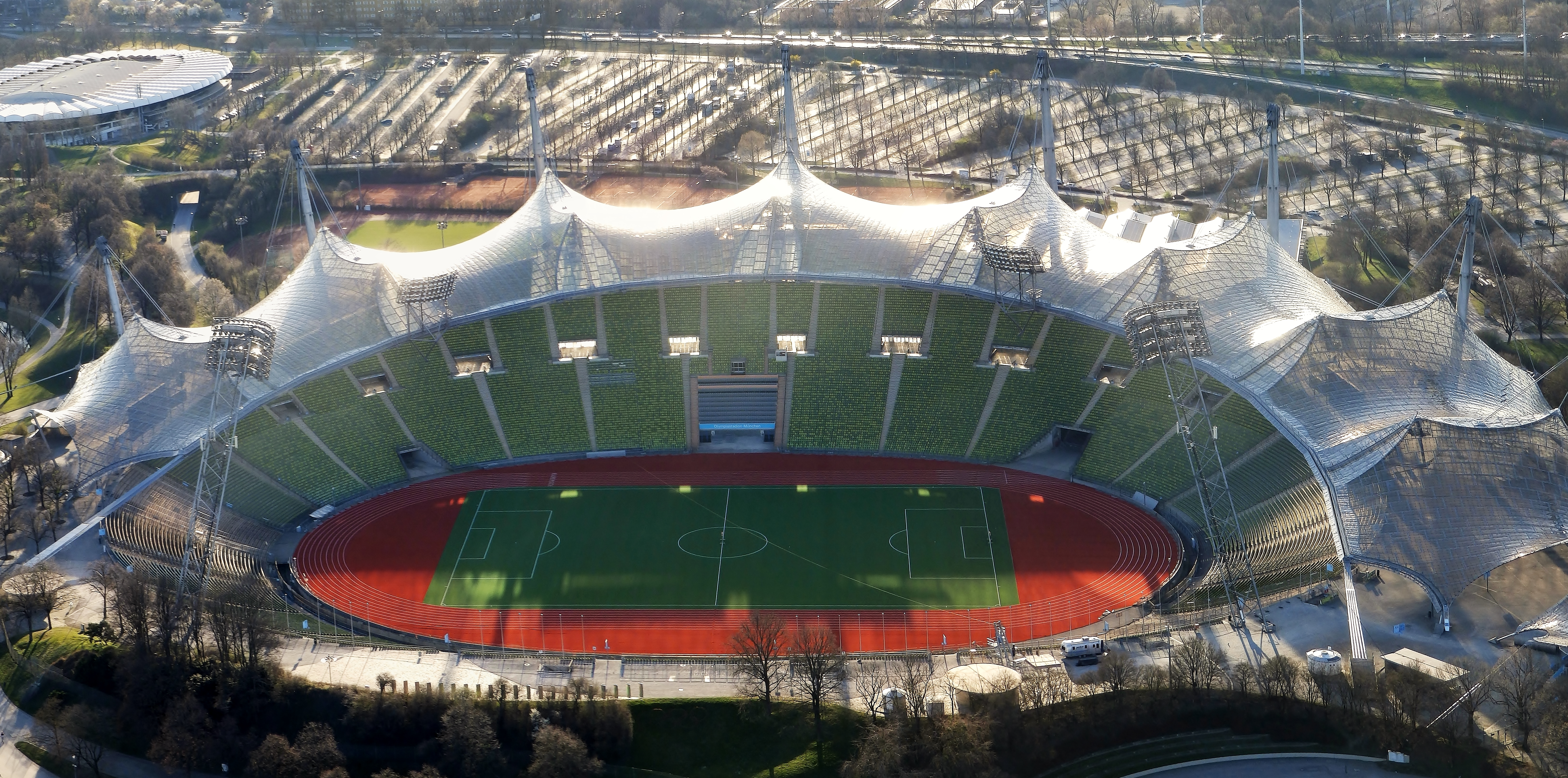
Das Münchner Olympiastadion – hier im Jahr 2014

Das 18. Leichtathletik-Europacup-Superliga-Finale fand am 21. und 22. Juni 1997 im Olympiastadion von München (Deutschland) statt und umfasste 39 Disziplinen (20 Männer, 19 Frauen).

## Modus
Auch die diesjährige Austragung fand nach den im Europacup 1983 erstmals gültigen Regeln statt. Das höchste Niveau des Cups wurde als Superliga bezeichnet. Die einen Rang unter der Superliga platzierten Nationen trugen ihre Wettbewerbe in der 1. Liga aus, die in zwei Gruppen unterteilt war. Auch die 2. Liga war wie schon in den beiden Vorjahren in zwei Gruppen aufgeteilt.
Die Wettbewerbe der Superliga wurden am Samstag, 21. und Sonntag, 22. Juni ausgetragen. In den beiden anderen Ligen fanden die Wettkämpfe am jeweils selben Wochenende statt: 1. Liga: Samstag, 7. / Sonntag, 8. Juni – 2. Liga, Gruppe 1: Samstag, 28. / Sonntag, 29. Juni – 2. Liga, Gruppe 2: Samstag, 7. Juni. Das seit 1983 praktizierte System mit Auf- und Absteigern entschied auch weiterhin über die Ligeneinteilungen des nächsten Cups – hier für 1998.
Ab 1994 war der vorher praktizierte Austragungsturnus von zwei Jahren auf ein Jahr verkürzt worden. Dadurch war der Europacup in keinem Jahr mehr der internationale Jahreshöhepunkt. In den ungeraden Jahren wurden Weltmeisterschaften, in den geraden Jahren Europameisterschaften oder Olympische Spiele ausgetragen. Dies führte im Lauf der kommenden Jahre zu einer Abwertung des Cups. Allerdings gab es dieses Mal trotz schlechten Wetters einige ausgezeichnete Leistungen zu verzeichnen.

## Der Leichtathletik-Europacup 1997
Im Wettbewerbsprogramm gab es zwei Erweiterungen im Frauenprogramm. Hinzu kamen der Stabhochsprung und der Hammerwurf. Im Angebot für die Frauen fehlte somit nur noch der 3000-Meter-Hindernislauf, der 2002 Teil der Veranstaltung wurde.
Zur Straffung des Programms wurde eine Neuerung im Kugelstoßen, in den Wurfdisziplinen und in den horizontalen Sprüngen eingeführt. Dort standen den Athleten nicht mehr wie sonst üblich sechs, sondern nur noch vier Versuche zur Verfügung.
Seit dem vergangenen Jahr sponserte die Handelskette Spar (Eigenschreibweise: SPAR) den Europacup und blieb der Veranstaltung bis zuletzt erhalten. Dies führte auch zur Umbenennung in SPAR-Europacup.
München erlebte ein sehr nasses Wochenende, besonders der Sonntag war von durchgängigem Regen betroffen. Dennoch besuchten mehr als 50.000 Zuschauer das Europacup-Finale im Olympiastadion.
Der britische Sprinter Linford Christie feierte seine letzten beiden von siebzehn Siegen bei den Europacup-Veranstaltungen, wobei er sich den Erfolg über 200 Meter mit dem Griechen Georgios Panagiotopoulos teilen musste. Damit ist er bis heute der erfolgreichste Sportler im Europacup.
Der Regen am Sonntag war so stark, dass der Stabhochsprung in die Halle verlegt werden musste.
Das Leistungsniveau war trotz des schlechten Wetters in einigen Disziplinen erstaunlich hoch. Der Russe Maxim Tarassow gewann den Stabhochsprung mit 4,95 m. Seine Landsfrau Inna Lassowskaja erzielte im Dreisprung 14,91 m. Zwei weitere Dreispringerinnen kamen auf Weiten jenseits von 14,50 m. Der deutsche Hammerwerfer Heinz Weis erzielte 81,42 m. Einen Weltrekord erzielte die Russin Olga Kusenkowa in der Hammerwurfkonkurrenz der Frauen mit zunächst 71,22 m, den die Athletin mit ihrem zweiten Wurf auf 73,10 m steigerte.
Deutschland musste in beiden Wettbewerben seine Titel aus dem Vorjahr wieder abtreten und erreichte jeweils Rang zwei. Bei den Frauen siegte Russland und stand damit am Beginn von sieben ununterbrochenen Erfolgen. Den Männerwettbewerb sicherte sich Großbritannien.

## Doping
Bei dieser Veranstaltung gab einen geahndeten Dopingfall:

Die ukrainische Hürdensprinterin Oksana Kutschma, die im 100-Meter-Hürdenlauf ursprünglich Rang fünf belegt hatte, wurde nach ihrem Verstoß gegen die Antidopingbestimmungen disqualifiziert.

## Länderwertungen 2. Liga
Die 2. Liga der Männer und Frauen wurde zum dritten Mal in zwei Gruppen ausgetragen. Die Wettbewerbe der Gruppe 1 fanden am 28./29. Juni in Odense, Dänemark, statt. Die Gruppe 2 wurde am 7. Juni in Riga, Lettland ausgetragen. Aus den beiden Gruppen qualifizierten sich die jeweils ersten beiden Teams für die Teilnahme an den beiden Gruppen der 1. Liga des nächsten Europacups.
| Länderwertungen 2. Liga Gruppe 1 in Odense am 28./29. Juni | Länderwertungen 2. Liga Gruppe 1 in Odense am 28./29. Juni | Länderwertungen 2. Liga Gruppe 1 in Odense am 28./29. Juni | Länderwertungen 2. Liga Gruppe 1 in Odense am 28./29. Juni | Länderwertungen 2. Liga Gruppe 1 in Odense am 28./29. Juni | Länderwertungen 2. Liga Gruppe 1 in Odense am 28./29. Juni |
|                                                            | Frauen                                                     | Frauen                                                     |                                                            | Männer                                                     | Männer                                                     |
| Platz                                                      | Land                                                       | Punkte                                                     |                                                            | Land                                                       | Punkte                                                     |
| ---------------------------------------------------------- | ---------------------------------------------------------- | ---------------------------------------------------------- | ---------------------------------------------------------- | ---------------------------------------------------------- | ---------------------------------------------------------- |
| 1                                                          | Niederlande                                                | 100                                                        |                                                            | Slowenien                                                  | 125                                                        |
| 2                                                          | Dänemark                                                   | 093                                                        |                                                            | Dänemark                                                   | 115                                                        |
| 3                                                          | Island                                                     | 062                                                        |                                                            | Israel                                                     | 115                                                        |
| 4                                                          | Israel                                                     | 057                                                        |                                                            | Zypern                                                     | 107                                                        |
| 5                                                          | Zypern                                                     | 053                                                        |                                                            | Litauen                                                    | 084                                                        |
| 6                                                          | AASSE                                                      | 030                                                        |                                                            | AASSE                                                      | 071                                                        |
| 7                                                          |                                                            |                                                            |                                                            | Island                                                     | 062                                                        |
| 8                                                          |                                                            | Armenien                                                   | 030                                                        |                                                            |                                                            |

 qualifiziert für die 1. Liga des nächsten Europacups
| Länderwertungen 2. Liga Gruppe 2 in Riga am 7. Juni | Länderwertungen 2. Liga Gruppe 2 in Riga am 7. Juni | Länderwertungen 2. Liga Gruppe 2 in Riga am 7. Juni | Länderwertungen 2. Liga Gruppe 2 in Riga am 7. Juni | Länderwertungen 2. Liga Gruppe 2 in Riga am 7. Juni | Länderwertungen 2. Liga Gruppe 2 in Riga am 7. Juni |
|                                                     | Frauen                                              | Frauen                                              |                                                     | Männer                                              | Männer                                              |
| Platz                                               | Land                                                | Punkte                                              |                                                     | Land                                                | Punkte                                              |
| --------------------------------------------------- | --------------------------------------------------- | --------------------------------------------------- | --------------------------------------------------- | --------------------------------------------------- | --------------------------------------------------- |
| 1                                                   | Lettland                                            | 74                                                  |                                                     | Belarus                                             | 86                                                  |
| 2                                                   | Slowakei                                            | 59                                                  |                                                     | Slowakei                                            | 71                                                  |
| 3                                                   | Türkei                                              | 57                                                  |                                                     | Estland                                             | 54                                                  |
| 4                                                   | Estland                                             | 56                                                  |                                                     | Türkei                                              | 53                                                  |
| 5                                                   | Moldau                                              | 23                                                  |                                                     | Moldau                                              | 26                                                  |

 qualifiziert für die 1. Liga des nächsten Europacups

## Länderwertungen 1. Liga
Die Wettbewerbe in der 1. Liga wurden für Männer und Frauen gemeinsam am 7. und 8. Juni ausgetragen. Die Teams der Gruppe 1 trafen sich in Prag (Tschechien), die Gruppe 2 fand in der irischen Stadt Dublin statt. Die beiden jeweiligen Gruppenersten qualifizierten sich für die Superliga des kommenden Europacups. In die 2. Liga absteigen mussten die Mannschaften auf den jeweils letzten beiden Plätzen.
| Länderwertungen 1. Liga Gruppe 1 – in Prag am 7./8. Juni | Länderwertungen 1. Liga Gruppe 1 – in Prag am 7./8. Juni | Länderwertungen 1. Liga Gruppe 1 – in Prag am 7./8. Juni | Länderwertungen 1. Liga Gruppe 1 – in Prag am 7./8. Juni | Länderwertungen 1. Liga Gruppe 1 – in Prag am 7./8. Juni | Länderwertungen 1. Liga Gruppe 1 – in Prag am 7./8. Juni |
|                                                          | Frauen                                                   | Frauen                                                   |                                                          | Männer                                                   | Männer                                                   |
| Platz                                                    | Land                                                     | Punkte                                                   |                                                          | Land                                                     | Punkte                                                   |
| -------------------------------------------------------- | -------------------------------------------------------- | -------------------------------------------------------- | -------------------------------------------------------- | -------------------------------------------------------- | -------------------------------------------------------- |
| 1                                                        | Tschechien                                               | 113,0                                                    |                                                          | Tschechien                                               | 117,0                                                    |
| 2                                                        | Polen                                                    | 113,0                                                    |                                                          | Polen                                                    | 114,0                                                    |
| 3                                                        | Griechenland                                             | 095,0                                                    |                                                          | Ungarn                                                   | 098,0                                                    |
| 4                                                        | Spanien                                                  | 090,5                                                    |                                                          | Rumänien                                                 | 092,0                                                    |
| 5                                                        | Ungarn                                                   | 087,0                                                    |                                                          | Ukraine                                                  | 083,0                                                    |
| 6                                                        | Bulgarien                                                | 077,0                                                    |                                                          | Lettland                                                 | 080,5                                                    |
| 7                                                        | BR Jugoslawien                                           | 057,0                                                    |                                                          | BR Jugoslawien                                           | 068,5                                                    |
| 8                                                        | Litauen                                                  | 051,0                                                    |                                                          | Bulgarien                                                | 064,0                                                    |

 qualifiziert für die Superliga des nächsten Europacups

 abgestiegen in die 2. Liga des nächsten Europacups
| Länderwertungen 1. Liga Gruppe 2 – in Dublin am 7./8. Juni | Länderwertungen 1. Liga Gruppe 2 – in Dublin am 7./8. Juni | Länderwertungen 1. Liga Gruppe 2 – in Dublin am 7./8. Juni | Länderwertungen 1. Liga Gruppe 2 – in Dublin am 7./8. Juni | Länderwertungen 1. Liga Gruppe 2 – in Dublin am 7./8. Juni | Länderwertungen 1. Liga Gruppe 2 – in Dublin am 7./8. Juni |
|                                                            | Frauen                                                     | Frauen                                                     |                                                            | Männer                                                     | Männer                                                     |
| Platz                                                      | Land                                                       | Punkte                                                     |                                                            | Land                                                       | Punkte                                                     |
| ---------------------------------------------------------- | ---------------------------------------------------------- | ---------------------------------------------------------- | ---------------------------------------------------------- | ---------------------------------------------------------- | ---------------------------------------------------------- |
| 1                                                          | Slowenien                                                  | 103,5                                                      |                                                            | Finnland                                                   | 102,0                                                      |
| 2                                                          | Finnland                                                   | 103,0                                                      |                                                            | Schweden                                                   | 100,0                                                      |
| 3                                                          | Schweiz                                                    | 097,5                                                      |                                                            | Belgien                                                    | 099,5                                                      |
| 4                                                          | Portugal                                                   | 096,0                                                      |                                                            | Schweiz                                                    | 090,0                                                      |
| 5                                                          | Schweden                                                   | 082,5                                                      |                                                            | Niederlande                                                | 088,0                                                      |
| 6                                                          | Norwegen                                                   | 074,0                                                      |                                                            | Portugal                                                   | 085,5                                                      |
| 7                                                          | Österreich                                                 | 060,5                                                      |                                                            | Irland                                                     | 085,0                                                      |
| 8                                                          | Belgien                                                    | 060,0                                                      |                                                            | Österreich                                                 | 068,0                                                      |

 qualifiziert für die Superliga des nächsten Europacups

 abgestiegen in die 2. Liga des nächsten Europacups

## Länderwertungen Superliga
Die Teams auf den jeweils letzten beiden Plätzen stiegen in die 1. Liga des nachfolgenden Europacups ab.
| Länderwertungen Superliga – in München am 21./22. Juni | Länderwertungen Superliga – in München am 21./22. Juni | Länderwertungen Superliga – in München am 21./22. Juni | Länderwertungen Superliga – in München am 21./22. Juni | Länderwertungen Superliga – in München am 21./22. Juni | Länderwertungen Superliga – in München am 21./22. Juni |
|                                                        | Frauen                                                 | Frauen                                                 |                                                        | Männer                                                 | Männer                                                 |
| Platz                                                  | Land                                                   | Punkte                                                 |                                                        | Land                                                   | Punkte                                                 |
| ------------------------------------------------------ | ------------------------------------------------------ | ------------------------------------------------------ | ------------------------------------------------------ | ------------------------------------------------------ | ------------------------------------------------------ |
| 1                                                      | Russland                                               | 127                                                    |                                                        | Großbritannien                                         | 118,0                                                  |
| 2                                                      | Deutschland                                            | 113                                                    |                                                        | Deutschland                                            | 105,0                                                  |
| 3                                                      | Großbritannien                                         | 079                                                    |                                                        | Russland                                               | 104,0                                                  |
| 4                                                      | Frankreich                                             | 086                                                    |                                                        | Italien                                                | 096,0                                                  |
| 5                                                      | Italien                                                | 077                                                    |                                                        | Spanien                                                | 078,0                                                  |
| 6                                                      | Ukraine                                                | 077                                                    |                                                        | Frankreich                                             | 075,0                                                  |
| 7                                                      | Rumänien                                               | 072                                                    |                                                        | Norwegen                                               | 072,5                                                  |
| 8                                                      | Belarus                                                | 055                                                    |                                                        | Griechenland                                           | 071,5                                                  |

 abgestiegen in die 1. Liga des nächsten Europacups

## Legende
Kurze Übersicht zur Bedeutung der Symbolik – so üblicherweise auch in sonstigen Veröffentlichungen verwendet:
| WR  | Weltrekord                                                   |
| DOP | wegen Dopingvergehens disqualifiziert                        |
| x   | ungültig                                                     |
| o   | Höhe übersprungen                                            |
| –   | ausgelassen                                                  |
| r   | Wettkampf nicht fortgesetzt (retired)                        |
| w   | Rückenwindunterstützung über dem erlaubten Limit von 2,0 m/s |

## Superliga: Resultate der Einzeldisziplinen

### Männer

#### 100 m
| Platz | Athlet             | Land | Zeit (s) |
| ----- | ------------------ | ---- | -------- |
| 1     | Linford Christie   | GBR  | 10,04    |
| 2     | Geir Moen          | NOR  | 10,18    |
| 3     | Andrei Fedoriw     | RUS  | 10,19    |
| 4     | Angelos Pavlakakis | GRC  | 10,24    |
| 5     | Marc Blume         | GER  | 10,35    |
| 6     | Frutos Feo         | ESP  | 10,38    |
| 7     | Giovanni Puggioni  | ITA  | 10,40    |
| 8     | Stéphane Cali      | FRA  | 10,44    |

Datum: 21. Juni
Wind: +0,2 m/s

#### 200 m
| Platz | Athlet                   | Land | Zeit (s) |
| ----- | ------------------------ | ---- | -------- |
| 1     | Linford Christie         | GBR  | 20,56    |
| 1     | Georgios Panagiotopoulos | GRC  | 20,56    |
| 3     | Geir Moen                | NOR  | 20,60    |
| 4     | Christophe Cheval        | FRA  | 20,75    |
| 5     | Alessandro Attene        | ITA  | 20,89    |
| 6     | Alexandr Porchomowski    | RUS  | 20,92    |
| 7     | Daniel Bittner           | GER  | 21,06    |
| 8     | Jordi Mayoral            | ESP  | 21,21    |

Datum: 22. Juni
Wind: +0,7 m/s

#### 400 m
| Platz | Athlet              | Land | Zeit (s) |
| ----- | ------------------- | ---- | -------- |
| 1     | Roger Black         | GBR  | 45,63    |
| 2     | David Canal         | ESP  | 46,28    |
| 3     | Marco Vaccari       | ITA  | 46,40    |
| 4     | Innokenti Scharow   | RUS  | 46,42    |
| 5     | Jean-Louis Rapnouil | FRA  | 46,54    |
| 6     | Quincy Douglas      | NOR  | 46,67    |
| 7     | Jens Dautzenberg    | GER  | 46,79    |
| 8     | Periklis Iakovakis  | GRC  | 47,39    |

Datum: 21. Juni

#### 800 m
| Platz | Athlet                | Land | Zeit (min) |
| ----- | --------------------- | ---- | ---------- |
| 1     | Vebjørn Rodal         | NOR  | 1:47,54    |
| 2     | Nico Motchebon        | GER  | 1:47,89    |
| 3     | Mark Sesay            | GBR  | 1:48,11    |
| 4     | Giuseppe D’Urso       | ITA  | 1:48,43    |
| 5     | Andrei Loginow        | RUS  | 1:48,64    |
| 6     | Jimmy Jean-Joseph     | FRA  | 1:48,69    |
| 7     | Panagiotis Stroubakos | GRC  | 1:49,04    |
| 8     | José Manuel Cerezo    | ESP  | 1:49,36    |

Datum: 22. Juni

#### 1500 m
| Platz | Athlet                 | Land | Zeit (min) |
| ----- | ---------------------- | ---- | ---------- |
| 1     | Fermín Cacho           | ESP  | 3:37,79    |
| 2     | Gennaro Di Napoli      | ITA  | 3:37,81    |
| 3     | Wjatscheslaw Schabunin | RUS  | 3:38,14    |
| 4     | John Mayock            | GBR  | 3:38,15    |
| 5     | Rüdiger Stenzel        | GER  | 3:38,80    |
| 6     | Panagiotis Stroubakos  | GRC  | 3:39,49    |
| 7     | Tor Øivind Ødegard     | NOR  | 3:39,88    |
| 8     | Mickaël Damian         | FRA  | 3:41,44    |

Datum: 21. Juni

#### 3000 m
| Platz | Athlet               | Land | Zeit (min) |
| ----- | -------------------- | ---- | ---------- |
| 1     | Dieter Baumann       | GER  | 7:41,08    |
| 2     | Manuel Pancorbo      | ESP  | 7:41,60    |
| 3     | Panagiotis Papoulias | GRC  | 7:45,65    |
| 4     | Sergej Drygin        | RUS  | 7:54,08    |
| 5     | Anthony Whiteman     | GBR  | 7:57,65    |
| 6     | Abdellah Béhar       | FRA  | 7:58,44    |
| 7     | Salvatore Vincenti   | ITA  | 8:23,40    |
| 8     | Per Erik Vullum      | NOR  | 8:32,21    |

Datum: 21. Juni

#### 5000 m
| Platz | Athlet              | Land | Zeit (min) |
| ----- | ------------------- | ---- | ---------- |
| 1     | Gennaro Di Napoli   | ITA  | 13:38,33   |
| 2     | Anacleto Jiménez    | ESP  | 13:39,42   |
| 3     | Panagiotis Popolias | GRC  | 13:40,02   |
| 4     | Andrew Pearson      | GBR  | 13:40,16   |
| 5     | Mustapha Essaïd     | FRA  | 13:42,12   |
| 6     | Carsten Eich        | GER  | 13:50,41   |
| 7     | Øyvind Fretheim     | NOR  | 13:58,57   |
| 8     | Alexei Gorbunow     | RUS  | 14:19,54   |

Datum: 22. Juni

#### 110 m Hürden
| Platz | Athlet               | Land | Zeit (s) |
| ----- | -------------------- | ---- | -------- |
| 1     | Florian Schwarthoff  | GER  | 13,20    |
| 2     | Colin Jackson        | GBR  | 13,28    |
| 3     | Andrej Kislych       | RUS  | 13,53    |
| 4     | Vincent Clarico      | FRA  | 13,67    |
| 5     | Gaute Gunderson      | NOR  | 13,70    |
| 6     | Mauro Re             | ITA  | 13,76    |
| 7     | Stamátios Mágos      | GRC  | 13,97    |
| 8     | Miguel de los Santos | ESP  | 14,16    |

Datum: 22. Juni
Wind: +0,2 m/s

#### 400 m Hürden
| Platz | Athlet                   | Land | Zeit (s) |
| ----- | ------------------------ | ---- | -------- |
| 1     | Fabrizio Mori            | ITA  | 48,93    |
| 2     | Stéphane Diagana         | FRA  | 49,19    |
| 3     | Ruslan Maschtschenko     | RUS  | 49,74    |
| 4     | Óscar Pitillas           | ESP  | 51,05    |
| 5     | Christopher Rawlinson    | GBR  | 51,06    |
| 6     | Konstantinos Moumoulidis | GRC  | 52,01    |
| 7     | Atle Lunn                | NOR  | 54,09    |
| 8     | Klaus Ehrnsperger        | GER  | 55,13    |

Datum: 21. Juni

#### 3000 m Hindernis
| Platz | Athlet                  | Land | Zeit (min) |
| ----- | ----------------------- | ---- | ---------- |
| 1     | Robert Hough            | GBR  | 8:35,03    |
| 2     | Alessandro Lambruschini | ITA  | 8:36,15    |
| 3     | Wladimir Pronin         | RUS  | 8:36,94    |
| 4     | Jim Svenøy              | NOR  | 8:37,43    |
| 5     | Mark Ostendarp          | GER  | 8:37,86    |
| 6     | Ramiro Morán            | ESP  | 8:37,93    |
| 7     | Adonios Vouzis          | GRC  | 8:42,43    |
| 8     | Ali Belghazi            | FRA  | 8:43,46    |

Datum: 22. Juni

#### 4 × 100 m Staffel
| Platz | Besetzung      | Land                                                                              | Zeit (s) |
| ----- | -------------- | --------------------------------------------------------------------------------- | -------- |
| 1     | Italien        | Nicola Asuni Giovanni Puggioni Angelo Cipolloni Sandro Floris                     | 38,80    |
| 2     | Norwegen       | Fernando Ramirez John Ertzgaard Per Ivar Sivle Geir Moen                          | 38,96    |
| 3     | Großbritannien | Jason Gardener Marlon Devonish Douglas Walker Ian Mackie                          | 38,97    |
| 4     | Deutschland    | Marc Blume Daniel Bittner Andreas Ruth Holger Blume                               | 39,08    |
| 5     | Frankreich     | Christophe Cheval Thierry Lubin Olivier Théophile Stéphane Cali                   | 39,29    |
| 6     | Griechenland   | Georgios Panagiotopoulos Alexandros Terzian Ioannis Nafpliotis Angelos Pavlakakis | 39,33    |
| 7     | Spanien        | Frutos Feo Venancio José Jordi Mayoral Francisco Navarro                          | 39,44    |
| 8     | Russland       | Stanislaw Moskwin Alexander Sokolow Alexandr Porchomowski Andrei Fedoriw          | 39,48    |

Datum: 21. Juni

#### 4 × 400 m Staffel
| Platz | Besetzung      | Land                                                                                | Zeit (min) |
| ----- | -------------- | ----------------------------------------------------------------------------------- | ---------- |
| 1     | Großbritannien | Roger Black Jamie Baulch Iwan Thomas Mark Richardson                                | 2:59,46    |
| 2     | Italien        | Marco Vaccari Alessandro Aimar Fabrizio Mori Ashraf Saber                           | 3:02,60    |
| 3     | Russland       | Innokenti Scharow Dmitri Kossow Dmitri Golowastow Dmitri Bei                        | 3:03,09    |
| 4     | Frankreich     | Pierre-Marie Hilaire Rodrigue Nordin Fred Mango Stéphane Diagana                    | 3:03,58    |
| 5     | Deutschland    | Jens Dautzenberg Daniel Bittner Klaus Ehrnsperger Julian Voelkel                    | 3:03,78    |
| 6     | Spanien        | Cesar Martinez David Canal Jon Lopetegui Antonio Andrés                             | 3:04,50    |
| 7     | Griechenland   | Evgenios Papadopoulos Konstantinos Moumoulidis Periklis Iakovakis Panagiotis Sarris | 3:05,88    |
| 8     | Norwegen       | Quincy Douglas Jan Petter Bjørnevik Vebjørn Rodal Frank Fiske                       | 3:07,31    |

Datum: 22. Juni

#### Hochsprung
| Platz | Athlet            | Land | Höhe (m) | Versuchsserie (m) | Versuchsserie (m) | Versuchsserie (m) | Versuchsserie (m) | Versuchsserie (m) | Versuchsserie (m) | Versuchsserie (m) | Versuchsserie (m) | Versuchsserie (m) | Versuchsserie (m) |
| Platz | Athlet            | Land | Höhe (m) | 2,05              | 2,10              | 2,15              | 2,18              | 2,21              | 2,24              | 2,26              | 2,28              | 2,30              | 2,32              |
| 1     | Arturo Ortiz      | ESP  | 2,30     | –                 | –                 | o                 | –                 | o                 | –                 | o                 | –                 | o                 | xxx               |
| 2     | Sergei Kljugin    | RUS  | 2,30     | –                 | –                 | xo                | –                 | o                 | o                 | o                 | o                 | o                 | xxx               |
| 3     | Martin Buß        | GER  | 2,30     | –                 | –                 | o                 | o                 | o                 | o                 | xo                | o                 | xo                | xxx               |
| 4     | Steinar Hoen      | NOR  | 2,28     | –                 | –                 | –                 | –                 | xo                | o                 | o                 | o                 | x–                | xx                |
| 4     | Steve Smith       | GBR  | 2,28     | –                 | –                 | o                 | –                 | –                 | xo                | –                 | o                 | xx–               | x                 |
| 6     | Joël Vincent      | FRA  | 2,24     | –                 | o                 | o                 | –                 | o                 | o                 | xxx               |                   |                   |                   |
| 7     | Dimitrios Kokotis | GRC  | 2,21     | –                 | o                 | –                 | o                 | o                 | x–                | xx                |                   |                   |                   |
| 8     | Ivan Bernasconi   | ITA  | 2,18     | o                 | o                 | o                 | xxo               | xxx               |                   |                   |                   |                   |                   |

Datum: 21. Juni

#### Stabhochsprung
| Platz | Athlet              | Land | Höhe (m) | Versuchsserie (m) | Versuchsserie (m) | Versuchsserie (m) | Versuchsserie (m) | Versuchsserie (m) | Versuchsserie (m) | Versuchsserie (m) | Versuchsserie (m) | Versuchsserie (m) | Versuchsserie (m) | Versuchsserie (m) | Versuchsserie (m) |
| Platz | Athlet              | Land | Höhe (m) | 5,00              | 5,10              | 5,20              | 5,30              | 5,40              | 5,50              | 5,60              | 5,70              | 5,75              | 5,80              | 5,85              | 5,95              |
| 1     | Maxim Tarassow      | RUS  | 5,95     | –                 | –                 | –                 | –                 | –                 | –                 | o                 | –                 | –                 | o                 | –                 | o                 |
| 2     | Jean Galfione       | FRA  | 5,75     | –                 | –                 | –                 | –                 | o                 | –                 | xo                | –                 | xxo               | –                 | xxx               |                   |
| 3     | Tim Lobinger        | GER  | 5,70     | –                 | –                 | –                 | –                 | –                 | xo                | –                 | o                 | –                 | –                 | xxx               |                   |
| 4     | Fabio Pizzolato     | ITA  | 5,50     | –                 | –                 | o                 | –                 | xxo               | xo                | xxx               |                   |                   |                   |                   |                   |
| 5     | Nick Buckfield      | GBR  | 5,50     | –                 | –                 | –                 | o                 | –                 | xxo               | xxx               |                   |                   |                   |                   |                   |
| 6     | Juan Concepción     | ESP  | 5,30     | –                 | xxo               | –                 | o                 | –                 | xxx               |                   |                   |                   |                   |                   |                   |
| 7     | Trond Barthel       | NOR  | 5,20     | –                 | –                 | xxo               | xxx               |                   |                   |                   |                   |                   |                   |                   |                   |
| 8     | Konstantinos Tzikas | GRC  | 5,00     | o                 | –                 | –                 | –                 | xxx               |                   |                   |                   |                   |                   |                   |                   |

Datum: 22. Juni

#### Weitsprung
| Platz | Athlet                  | Land | Weite (m) | Versuchsserie (m) | Versuchsserie (m) | Versuchsserie (m) | Versuchsserie (m) |
| Platz | Athlet                  | Land | Weite (m) | 1. Versuch        | 2. Versuch        | 3. Versuch        | 4. Versuch        |
| 1     | Kirill Sossunow         | RUS  | 8,00      | 5,36              | 7,98              | 8,00              | 7,9700            |
| 2     | Konstandinos Koukodimos | GRC  | 7,88      | 7,71              | 7,81              | 7,88              | x                 |
| 3     | Emmanuel Bangué         | FRA  | 7,86      | 7,86              | x                 | x                 | x                 |
| 4     | Konstantin Krause       | GER  | 7,74      | 7,56              | 7,68              | 7,71              | 7,7400            |
| 5     | Raúl Fernández          | ESP  | 7,64      | x                 | 7,41              | 7,42              | 7,6400            |
| 6     | Steve Phillips          | GBR  | 7,62      | 7.44              | 7,30              | 7,62              | 7,59 w            |
| 7     | Simone Bianchi          | ITA  | 7,41      | 7,41              | 7,36              | 7,40              | x                 |
| 8     | Sigurd Njerve           | NOR  | 7,31      | 7,19              | x                 | 7,31              | 6,9000            |

Datum: 21. Juni

#### Dreisprung
| Platz | Athlet            | Land | Weite (m) | Versuchsserie (m) | Versuchsserie (m) | Versuchsserie (m) | Versuchsserie (m) |
| Platz | Athlet            | Land | Weite (m) | 1. Versuch        | 2. Versuch        | 3. Versuch        | 4. Versuch        |
| 1     | Jonathan Edwards  | GBR  | 17,71     | 17,39             | 17,71             | r                 |                   |
| 2     | Denis Kapustin    | RUS  | 17,24     | 17,21             | 17,24             | –                 | 16,69             |
| 3     | Charles Friedek   | GER  | 16,71     | 16,12             | x                 | 16,71             | 16,71             |
| 4     | Raúl Chapado      | ESP  | 16,26     | 16,86             | 16,26             | 16,06             | 16,17             |
| 5     | Ketill Hanstveit  | NOR  | 16,21     | 16,20             | 16,21             | x                 | 16,00             |
| 6     | Paolo Camossi     | ITA  | 16,08     | 16,01             | x                 | x                 | 16,08             |
| 7     | Germain Martial   | FRA  | 16,08     | 15,72             | x                 | 16,08             | 15,25             |
| 8     | Hristos Meletoglu | GRC  | 16,00     | x                 | 15,78             | x                 | 16,00             |

Datum: 22. Juni

#### Kugelstoßen
| Platz | Athlet            | Land | Weite (m) | Versuchsserie (m) | Versuchsserie (m) | Versuchsserie (m) | Versuchsserie (m) |
| Platz | Athlet            | Land | Weite (m) | 1. Versuch        | 2. Versuch        | 3. Versuch        | 4. Versuch        |
| 1     | Oliver-Sven Buder | GER  | 20,41     | 19,95             | 20,15             | x                 | 20,41             |
| 2     | Corrado Fantini   | ITA  | 19,72     | 18,36             | 19,48             | 19,63             | 19,72             |
| 3     | Manuel Martínez   | ESP  | 19,29     | 19,29             | 19,27             | x                 | x                 |
| 4     | Kjell Ove Hauge   | NOR  | 19,04     | x                 | 18,84             | 19,29             | x                 |
| 5     | Mark Proctor      | GBR  | 18,65     | 17,74             | x                 | 18,65             | x                 |
| 6     | Aléxios Leonídis  | GRC  | 18,46     | 17,72             | x                 | 18,46             | x                 |
| 7     | Stéphane Vial     | FRA  | 17,75     | 17,60             | 17,57             | 17,75             | x                 |
| 8     | Sergei Ljachow    | RUS  | 17,46     | 16,92             | 17,46             | x                 | x                 |

Datum: 21. Juni

#### Diskuswurf
| Platz | Athlet              | Land | Weite (m) | Versuchsserie (m) | Versuchsserie (m) | Versuchsserie (m) | Versuchsserie (m) |
| Platz | Athlet              | Land | Weite (m) | 1. Versuch        | 2. Versuch        | 3. Versuch        | 4. Versuch        |
| 1     | Lars Riedel         | GER  | 63,36     | 62,48             | 62,78             | 63,36             | x                 |
| 2     | Robert Weir         | GBR  | 61,62     | 60,60             | 61,62             | 60,42             | 58,68             |
| 3     | Sergei Ljachow      | RUS  | 59,72     | 57,92             | 58,60             | x                 | 59,72             |
| 4     | Jean Pons           | FRA  | 59,60     | 59,56             | 57,96             | 59,60             | 57,56             |
| 5     | Kjell Ove Hauge     | NOR  | 56,60     | x                 | 56,60             | x                 | x                 |
| 6     | Diego Fortuna       | ITA  | 56,24     | 56,24             | x                 | x                 | x                 |
| 7     | Hristos Papadopolos | GRC  | 54,66     | 52,32             | 54,66             | x                 | 54,12             |
| 8     | José Luis Valencia  | ESP  | 52,34     | 48,42             | 49,54             | 48,68             | 52,34             |

Datum: 22. Juni

#### Hammerwurf
| Platz | Athlet                   | Land | Weite (m) | Versuchsserie (m) | Versuchsserie (m) | Versuchsserie (m) | Versuchsserie (m) |
| Platz | Athlet                   | Land | Weite (m) | 1. Versuch        | 2. Versuch        | 3. Versuch        | 4. Versuch        |
| 1     | Heinz Weis               | GER  | 81,42     | 79,70             | 80,10             | 80,46             | 81,42             |
| 2     | Wadim Chersonzew         | RUS  | 78,48     | 77,46             | 76,94             | 78,48             | 78,48             |
| 3     | Alexandros Papadimitriou | GRC  | 74,12     | 72,02             | 74,12             | x                 | 73,04             |
| 4     | Christophe Épalle        | FRA  | 74,12     | x                 | 72,98             | 74,12             | 72,06             |
| 5     | Enrico Sgruletti         | ITA  | 73,08     | 73,08             | x                 | r                 |                   |
| 6     | Paul Head                | GBR  | 68,36     | 68,06             | x                 | 68,36             | x                 |
| 7     | José Manuel Pérez        | ESP  | 67,50     | 66,36             | 65,66             | x                 | 67,50             |
| 8     | Bjørn Erik Pettersen     | NOR  | 63,06     | 61,56             | 63,06             | x                 | 62,18             |

Datum: 21. Juni

#### Speerwurf
| Platz | Athlet                  | Land | Weite (m) | Versuchsserie (m) | Versuchsserie (m) | Versuchsserie (m) | Versuchsserie (m) |
| Platz | Athlet                  | Land | Weite (m) | 1. Versuch        | 2. Versuch        | 3. Versuch        | 4. Versuch        |
| 1     | Steve Backley           | GBR  | 86,86     | 86,86             | x                 | x                 | x                 |
| 2     | Konstandinos Gatsioudis | GRC  | 86,10     | x                 | 82,86             | 85,82             | 86,10             |
| 3     | Boris Henry             | GER  | 85,42     | x                 | 85,42             | x                 | 84,70             |
| 4     | Sergei Makarow          | RUS  | 84,78     | 83,06             | 84,78             | 78,52             | x                 |
| 5     | Fabio De Gaspari        | ITA  | 75,78     | 69,08             | 75,78             | 73,12             | 69,98             |
| 6     | Sturle Sabo             | NOR  | 70,72     | 64,64             | 68,14             | 70,72             | 67,28             |
| 7     | David Brisseault        | FRA  | 70,26     | 67,38             | 65,86             | 68,24             | 70,26             |
| 8     | Antonio Esteban         | ESP  | 65,96     | 65,92             | x                 | 59,98             | 65,96             |

Datum: 22. Juni

### Frauen

#### 100 m
| Platz | Athletin              | Land | Zeit (s) |
| ----- | --------------------- | ---- | -------- |
| 1     | Natalja Woronowa      | RUS  | 11,18    |
| 2     | Andrea Philipp        | GER  | 11,23    |
| 3     | Natallja Safronnikawa | BLR  | 11,41    |
| 4     | Frédérique Bangué     | FRA  | 11,48    |
| 5     | Simmone Jacobs        | GBR  | 11,55    |
| 6     | Manuela Levorato      | ITA  | 11,74    |
| 7     | Victorija Fomenko     | UKR  | 11,76    |
| 8     | Erica Niculae         | ROU  | 11,89    |

Datum: 21. Juni
Wind: +0,6 m/s

#### 200 m
| Platz | Athletin              | Land | Zeit (s) |
| ----- | --------------------- | ---- | -------- |
| 1     | Christine Arron       | FRA  | 22,89    |
| 2     | Andrea Philipp        | GER  | 22,98    |
| 3     | Marina Trandenkowa    | RUS  | 23,16    |
| 4     | Natallja Safronnikawa | BLR  | 23,36    |
| 5     | Virna De Angeli       | ITA  | 23,58    |
| 6     | Simmone Jacobs        | GBR  | 23,62    |
| 7     | Olga Lysakova         | UKR  | 24,14    |
| 8     | Monika Bumbescu       | ROU  | 24,29    |

Datum: 22. Juni
Wind: −0,2 m/s

#### 400 m
| Platz | Athletin           | Land | Zeit (s) |
| ----- | ------------------ | ---- | -------- |
| 1     | Grit Breuer        | GER  | 50,36    |
| 2     | Donna Fraser       | GBR  | 51,51    |
| 3     | Olga Kotljarowa    | RUS  | 51,53    |
| 4     | Virna De Angeli    | ITA  | 52,30    |
| 5     | Tatjana Movchan    | UKR  | 52,56    |
| 6     | Marie-Louise Bévis | FRA  | 53,13    |
| 7     | Hanna Kosak        | BLR  | 53,50    |
| 8     | Monica Pirvu       | ROU  | 54,87    |

Datum: 21. Juni

#### 800 m
| Platz | Athletin             | Land | Zeit (min) |
| ----- | -------------------- | ---- | ---------- |
| 1     | Jelena Afanassjewa   | RUS  | 1:59,93    |
| 2     | Iryna Lischtschynska | UKR  | 2:00,71    |
| 3     | Linda Kisabaka       | GER  | 2:01,07    |
| 4     | Carmen Stanciu       | ROU  | 2:01,71    |
| 5     | Natallja Duchnowa    | BLR  | 2:01,77    |
| 6     | Séverine Foulon      | FRA  | 2:02,36    |
| 7     | Hayley Parry         | GBR  | 2:02,47    |
| 8     | Claudia Salvarani    | ITA  | 2:02,84    |

Datum: 21. Juni

#### 1500 m
| Platz | Athletin               | Land | Zeit (min) |
| ----- | ---------------------- | ---- | ---------- |
| 1     | Kelly Holmes           | GBR  | 4:04,79    |
| 2     | Gabriela Szabo         | ROU  | 4:06,25    |
| 3     | Irina Birjukowa        | RUS  | 4:07,98    |
| 4     | Frédérique Quentin     | FRA  | 4:12,14    |
| 5     | Natalia Tschernischowa | UKR  | 4:13,31    |
| 6     | Sylvia Kühnemund       | GER  | 4:13,78    |
| 7     | Elisa Rea              | ITA  | 4:14,99    |
| 8     | Jelena Bichowskaja     | BLR  | 4:17,34    |

Datum: 22. Juni

#### 3000 m
| Platz | Athletin                     | Land | Zeit (min) |
| ----- | ---------------------------- | ---- | ---------- |
| 1     | Roberta Brunet               | ITA  | 8:51,66    |
| 2     | Kristina da Fonseca-Wollheim | GER  | 8:52,20    |
| 3     | Paula Radcliffe              | GBR  | 8:52,79    |
| 4     | Elena Fidatov                | ROU  | 9:07,43    |
| 5     | Blandine Bitzner             | FRA  | 9:12,58    |
| 6     | Jekaterina Podkopajewa       | RUS  | 9:17,27    |
| 7     | Swetlana Miroschnik          | UKR  | 9:29,42    |
| 8     | Natalia Kwatschuk            | BLR  | 9:45,52    |

Datum: 22. Juni

#### 5000 m
| Platz | Athletin                 | Land | Zeit (min) |
| ----- | ------------------------ | ---- | ---------- |
| 1     | Gabriela Szabo           | ROU  | 15:02,68   |
| 2     | Roberta Brunet           | ITA  | 15:02,87   |
| 3     | Luminita Zaituc          | GER  | 15:52,95   |
| 4     | Laurence Duquenoy        | FRA  | 15:55,33   |
| 5     | Olena Schupijewa-Wjasowa | UKR  | 15:56,26   |
| 6     | Alla Schiljajewa         | RUS  | 16:02,99   |
| 7     | Lucy Elliott             | GBR  | 16:07,22   |
| 8     | Natalja Haluschko        | BLR  | 16:20,83   |

Datum: 21. Juni

#### 100 m Hürden
| Platz | Athletin          | Land | Zeit (s) |
| ----- | ----------------- | ---- | -------- |
| 1     | Swetlana Lauchowa | RUS  | 12,94    |
| 2     | Patricia Girard   | FRA  | 13,03    |
| 3     | Angela Thorp      | GBR  | 13,16    |
| 4     | Carla Tuzzi       | ITA  | 13,23    |
| 5     | Liliana Năstase   | ROU  | 13,66    |
| 6     | Nelli Woronkowa   | BLR  | 13,90    |
| 7     | Heike Blaßneck    | GER  | 14,38    |
| DOP   | Oksana Kutschma   | UKR  | 13,43    |

Datum: 22. Juni
Wind: +0,7 m/s
In diesem Rennen gab einen geahndeten Dopingfall:

Die ukrainische Hürdensprinterin Oksana Kutschma, die ursprünglich Rang fünf belegt hatte, wurde nach ihrem Verstoß gegen die Antidopingbestimmungen disqualifiziert.

#### 400 m Hürden
| Platz | Athletin              | Land | Zeit (s) |
| ----- | --------------------- | ---- | -------- |
| 1     | Sally Gunnell         | GBR  | 54,57    |
| 2     | Silvia Rieger         | GER  | 55,23    |
| 3     | Jekaterina Bachwalowa | RUS  | 55,66    |
| 4     | Tazjana Kurotschkina  | BLR  | 56,19    |
| 5     | Irina Lenskaja        | UKR  | 56,47    |
| 6     | Florence Delaune      | FRA  | 57,77    |
| 7     | Carla Barbarino       | ITA  | 57,78    |
| 8     | Ionela Târlea         | ROU  | 58,14    |

Datum: 21. Juni

#### 4 × 100 m Staffel
| Platz | Land           | Besetzung                                                                       | Zeit (s) |
| ----- | -------------- | ------------------------------------------------------------------------------- | -------- |
| 1     | Russland       | Jekaterina Leschtschowa Galina Maltschugina Natalja Woronowa Marina Trandenkowa | 43,05    |
| 2     | Frankreich     | Frédérique Bangué Christine Arron Patricia Girard Sylviane Félix                | 43,21    |
| 3     | Deutschland    | Shanta Ghosh Gabi Rockmeier Birgit Rockmeier Andrea Philipp                     | 43,25    |
| 4     | Großbritannien | Beverly Kinch Marcia Richardson Aileen McGillivary Simmone Jacobs               | 44,37    |
| 5     | Ukraine        | Oksana Guskova Victorija Fomenko Olga Mischtschenko Iryna Pucha                 | 44,49    |
| 6     | Italien        | Stefania Ferrante Annarita Luciano Giada Gallina Manuela Levorato               | 44,67    |
| 7     | Belarus        | Margarita Molchan Natallja Safronnikawa Natallja Salahub Jelena Grigorowska     | 44,84    |
| 8     | Rumänien       | Monika Bumbescu Erica Niculae Evelina Lisenco Monica Pirvu                      | 45,93    |

Datum: 21. Juni

#### 4 × 400 m Staffel
| Platz | Land           | Besetzung                                                                           | Zeit (min) |
| ----- | -------------- | ----------------------------------------------------------------------------------- | ---------- |
| 1     | Russland       | Jekaterina Bachwalowa Jekaterina Kulikowa Natalja Chruschtscheljowa Olga Kotljarowa | 3:24,10    |
| 2     | Deutschland    | Anke Feller Uta Rohländer Silvia Rieger Anja Rücker                                 | 3:26,12    |
| 3     | Großbritannien | Allison Curbishley Donna Fraser Michelle Thomas Sally Gunnell                       | 3:26,48    |
| 4     | Italien        | Danielle Perroli Francesca Carbone Patrizia Spuri Virna De Angeli                   | 3:28,24    |
| 5     | Ukraine        | Tatjana Mowtschan Olena Buschenko Irina Lenskaja Olga Moroz                         | 3:28,49    |
| 6     | Belarus        | Jelena Kontschits Tatjana Korotschkina Hanna Kosak Nelli Woronokowa                 | 3:30,49    |
| 7     | Frankreich     | Sophie Domenech Marie-Line Scholent Marie-Louise Bévis Marie-France Opheltes        | 3:31,03    |
| 8     | Rumänien       | Alina Rîpanu Anca Safta Monica Pirvu Carmen Stanciu                                 | 3:34,69    |

Datum: 22. Juni

#### Hochsprung
| Platz | Athletin             | Land | Höhe (m) | Versuchsserie (m) | Versuchsserie (m) | Versuchsserie (m) | Versuchsserie (m) | Versuchsserie (m) | Versuchsserie (m) | Versuchsserie (m) | Versuchsserie (m) | Versuchsserie (m) | Versuchsserie (m) | Versuchsserie (m) | Versuchsserie (m) |
| Platz | Athletin             | Land | Höhe (m) | 1,65              | 1,70              | 1,75              | 1,78              | 1,81              | 1,84              | 1,86              | 1,88              | 1,90              | 1,92              | 1,94              | 1,96              |
| 1     | Heike Balck          | GER  | 1,94     | –                 | –                 | o                 | –                 | o                 | o                 | o                 | xo                | xxo               | xo                | o                 | xxx               |
| 2     | Tatjana Motkowa      | RUS  | 1,92     | –                 | –                 | –                 | –                 | o                 | o                 | o                 | o                 | o                 | xo                | x–                | xx                |
| 3     | Antonella Bevilacqua | ITA  | 1,88     | –                 | –                 | –                 | –                 | xo                | o                 | xo                | o                 | xxx               |                   |                   |                   |
| 4     | Wita Stjopina        | UKR  | 1,86     | –                 | o                 | o                 | o                 | o                 | o                 | xxo               | xxx               |                   |                   |                   |                   |
| 5     | Monica Iagăr         | ROU  | 1,84     | –                 | –                 | –                 | –                 | xo                | o                 | xxx               |                   |                   |                   |                   |                   |
| 6     | Debbie Marti         | GBR  | 1,84     | –                 | –                 | o                 | –                 | o                 | xxo               | xxx               |                   |                   |                   |                   |                   |
| 7     | Marie Collonvillé    | FRA  | 1,84     | o                 | o                 | o                 | xo                | o                 | xxo               | xxx               |                   |                   |                   |                   |                   |
| 8     | Tatjana Kramowa      | BLR  | 1,81     | –                 | –                 | xxo               | o                 | o                 | xxx               |                   |                   |                   |                   |                   |                   |

Datum: 22. Juni

#### Stabhochsprung
| Platz | Athletin              | Land | Höhe (m) | Versuchsserie (m) | Versuchsserie (m) | Versuchsserie (m) | Versuchsserie (m) | Versuchsserie (m) | Versuchsserie (m) | Versuchsserie (m) | Versuchsserie (m) | Versuchsserie (m) | Versuchsserie (m) | Versuchsserie (m) | Versuchsserie (m) | Versuchsserie (m) | Versuchsserie (m) | Versuchsserie (m) | Versuchsserie (m) | Versuchsserie (m) | Versuchsserie (m) | Versuchsserie (m) | Versuchsserie (m) |
| Platz | Athletin              | Land | Höhe (m) | 3,00              | 3,20              | 3,30              | 3,40              | 3,50              | 3,60              | 3,70              | 3,75              | 3,80              | 3,85              | 3,90              | 3,95              | 4,00              | 4,05              | 4,10              | 4,15              | 4,20              | 4,25              | 4,30              | 4,32              |
| 1     | Anschela Balachonowa  | UKR  | 4,25     | –                 | –                 | –                 | –                 | –                 | –                 | –                 | –                 | –                 | –                 | o                 | –                 | o                 | –                 | xxo               | –                 | xo                | o                 | x–                | xx                |
| 2     | Andrea Müller         | GER  | 4,20     | –                 | –                 | –                 | –                 | –                 | –                 | –                 | –                 | –                 | o                 | –                 | –                 | xo                | –                 | xxo               | xo                | o                 | x–                | xx                |                   |
| 3     | Janine Whitlock       | GBR  | 4,10     | –                 | –                 | –                 | xo                | –                 | xo                | –                 | –                 | o                 | –                 | o                 | o                 | o                 | o                 | xo                | xxx               |                   |                   |                   |                   |
| 4     | Marie Poissonier      | FRA  | 4,05     | –                 | –                 | –                 | –                 | –                 | xxo               | –                 | o                 | –                 | –                 | o                 | –                 | o                 | o                 | xxx               |                   |                   |                   |                   |                   |
| 5     | Swetlana Abramowa     | RUS  | 4,05     | –                 | –                 | –                 | –                 | –                 | –                 | –                 | –                 | –                 | –                 | xo                | –                 | xo                | xo                | xxx               |                   |                   |                   |                   |                   |
| 6     | Maria Carla Bresciani | ITA  | 3,95     | –                 | –                 | –                 | –                 | –                 | xxo               | –                 | o                 | –                 | xo                | –                 | xo                | x–                | xx                |                   |                   |                   |                   |                   |                   |
| 7     | Gabriela Mihalcea     | ROU  | 3,85     | –                 | –                 | –                 | –                 | xo                | o                 | o                 | o                 | o                 | o                 | xxx               |                   |                   |                   |                   |                   |                   |                   |                   |                   |
| 8     | Galina Isatschenko    | BLR  | 3,20     | o                 | o                 | xxx               |                   |                   |                   |                   |                   |                   |                   |                   |                   |                   |                   |                   |                   |                   |                   |                   |                   |

Datum: 21. Juni

#### Weitsprung
| Platz | Athletin             | Land | Weite (m) | Versuchsserie (m) | Versuchsserie (m) | Versuchsserie (m) | Versuchsserie (m) |
| Platz | Athletin             | Land | Weite (m) | 1. Versuch        | 2. Versuch        | 3. Versuch        | 4. Versuch        |
| 1     | Fiona May            | ITA  | 6,61      | 6,53              | 6,52              | 6,61              | 6,14              |
| 2     | Nina Perewedentsewa  | RUS  | 6,60      | 6,58              | 6,54              | 6,60              | x                 |
| 3     | Susen Tiedtke        | GER  | 6,57      | 6,42              | 6,57              | x                 | 6,45              |
| 4     | Denise Lewis         | GBR  | 6,56      | 6,44              | 6,45              | 6,35              | 6,56              |
| 5     | Linda Ferga          | FRA  | 6,42      | 6,42              | 6,27              | 6,42              | 6,41              |
| 6     | Yelena Lemeshevskaya | BLR  | 6,34      | 6,19              | x                 | 6,34              | 6,30              |
| 7     | Laryssa Bereschna    | UKR  | 6,34      | 6,34              | x                 | 6,16              | x                 |
| 8     | Monica Toth          | ROU  | 6,26      | 6,26              | 6,24              | x                 | 6,05              |

Datum: 22. Juni

#### Dreisprung
| Platz | Athletin         | Land | Weite (m) | Versuchsserie (m) | Versuchsserie (m) | Versuchsserie (m) | Versuchsserie (m) |
| Platz | Athletin         | Land | Weite (m) | 1. Versuch        | 2. Versuch        | 3. Versuch        | 4. Versuch        |
| 1     | Inna Lassowskaja | RUS  | 14,91     | x                 | 14,91             | r                 |                   |
| 2     | Rodica Mateescu  | ROU  | 14,53     | 14,23             | 14,53             | 14,14             | x                 |
| 3     | Ashia Hansen     | GBR  | 14,52     | 14,52             | x                 | x                 | x                 |
| 4     | Olena Howorowa   | UKR  | 14,06     | x                 | 14,06             | 14,05             | x                 |
| 5     | Schanna Gurejewa | BLR  | 13,85     | 13,85             | 13,85             | 13,61             | x                 |
| 6     | Petra Lobinger   | GER  | 13,85     | x                 | 13,85             | x                 | 13,54             |
| 7     | Barbara Lah      | ITA  | 13,66     | x                 | 13,66             | 13,42             | 13,57             |
| 8     | Betty Lise       | FRA  | 13,59     | 13,59             | x                 | 13,11             | 13,56             |

Datum: 21. Juni

#### Kugelstoßen
| Platz | Athletin           | Land | Weite (m) | Versuchsserie (m) | Versuchsserie (m) | Versuchsserie (m) | Versuchsserie (m) |
| Platz | Athletin           | Land | Weite (m) | 1. Versuch        | 2. Versuch        | 3. Versuch        | 4. Versuch        |
| 1     | Astrid Kumbernuss  | GER  | 20,64     | 20,64             | 20,37             | 19,80             | x                 |
| 2     | Irina Korschanenko | RUS  | 18,18     | x                 | 18,18             | 18,00             | x                 |
| 3     | Mara Rosolen       | ITA  | 17,28     | 16,21             | 16,30             | 17,17             | 17,28             |
| 4     | Nadezhda Lukyniv   | UKR  | 17,07     | 16,07             | 16,91             | 17,07             | x                 |
| 5     | Elena Hila         | ROU  | 16,95     | 15,83             | 16,15             | 16,71             | 16,95             |
| 6     | Tatjana Korkulewa  | BLR  | 16,83     | 16,83             | 16,71             | x                 | x                 |
| 7     | Myrtle Augee       | GBR  | 16,74     | 16,65             | x                 | 16,74             | 16,67             |
| 8     | Laurence Manfrédi  | FRA  | 16,58     | x                 | 16,58             | x                 | 16,43             |

Datum: 22. Juni

#### Diskuswurf
| Platz | Athletin             | Land | Weite (m) | Versuchsserie (m) | Versuchsserie (m) | Versuchsserie (m) | Versuchsserie (m) |
| Platz | Athletin             | Land | Weite (m) | 1. Versuch        | 2. Versuch        | 3. Versuch        | 4. Versuch        |
| 1     | Natalja Sadowa       | RUS  | 67,72     | 65,70             | 65,10             | 67,72             | 63,70             |
| 2     | Franka Dietzsch      | GER  | 61,72     | 57,96             | 61,72             | 60,92             | 61,14             |
| 3     | Olena Antonowa       | UKR  | 60,16     | 60,16             | 59,28             | 57,64             | 59,80             |
| 4     | Nicoleta Grasu       | ROU  | 60,02     | 59,16             | 59,72             | 60,02             | x                 |
| 5     | Isabelle Devaluez    | FRA  | 58,82     | 57,04             | x                 | 58,82             | 58,52             |
| 6     | Agnese Maffeis       | ITA  | 58,22     | 58,22             | 58,02             | 57,02             | x                 |
| 7     | Ljudmilla Filimonowa | BLR  | 56,40     | 51,42             | 53,88             | 56,40             | 54,58             |
| 8     | Jackie McKernan      | GBR  | 54,40     | 54,40             | x                 | x                 | x                 |

Datum: 21. Juni

#### Hammerwurf
| Platz | Athletin           | Land | Weite (m) | Versuchsserie (m) | Versuchsserie (m) | Versuchsserie (m) | Versuchsserie (m) |
| Platz | Athletin           | Land | Weite (m) | 1. Versuch        | 2. Versuch        | 3. Versuch        | 4. Versuch        |
| 1     | Olga Kusenkowa     | RUS  | 73,10 WR  | 71,22 WR          | 73,10 WR          | x                 | x                 |
| 2     | Mihaela Melinte    | ROU  | 69,76000  | 53,04000          | 69,04000          | 69,50             | 69,76             |
| 3     | Ljudmila Hubkina   | BLR  | 68,24000  | 63,70000          | 64,05000          | 68,24             | x                 |
| 4     | Lyn Sprules        | GBR  | 60,10000  | 48,10000          | 57,02000          | 57,68             | 60,10             |
| 5     | Cécile Lignot      | FRA  | 58,26000  | 55,62000          | x                 | 57,62             | 58,26             |
| 6     | Natalja Kunitskaja | UKR  | 57,72000  | 54,86000          | 57,72000          | 56,26             | x                 |
| 7     | Simone Mathes      | GER  | 56,12000  | 56,12000          | x                 | x                 | x                 |
| 8     | Marina Tranchina   | ITA  | 56,10000  | x                 | x                 | 49,38             | 56,10             |

Datum: 22. Juni
Die russische Siegerin Olga Kusenkowa erzielte gleich mit ihrem ersten Wurf auf 71,22 m einen neuen Weltrekord, den sie mit ihrem zweiten Versuch auf 73,10 m verbesserte.

#### Speerwurf
| Platz | Athletin              | Land | Weite (m) | Versuchsserie (m) | Versuchsserie (m) | Versuchsserie (m) | Versuchsserie (m) |
| Platz | Athletin              | Land | Weite (m) | 1. Versuch        | 2. Versuch        | 3. Versuch        | 4. Versuch        |
| 1     | Oksana Owtschinnikowa | RUS  | 67,16     | x                 | 58,10             | 67,16             | x                 |
| 2     | Felicia Țilea         | ROU  | 64,98     | 62,50             | 64,78             | 64,98             | 59,22             |
| 3     | Tanja Damaske         | GER  | 64,72     | 64,72             | –                 | –                 | 60,06             |
| 4     | Olga Iwankowa         | UKR  | 57,20     | 57,20             | 55,95             | x                 | 54,36             |
| 5     | Nadine Auzeil         | FRA  | 56,38     | 49,02             | 54,36             | 54,02             | 56,38             |
| 6     | Claudia Coslovich     | ITA  | 53,80     | 53,12             | 53,48             | 52,84             | 53,80             |
| 7     | Alina Serdjuk         | BLR  | 52,84     | 47,32             | x                 | 52,84             | x                 |
| 8     | Sharon Gibson         | GBR  | 50,20     | 43,64             | 49,72             | 48,40             | 50,20             |

Datum: 21. Juni

## Videolinks
- European Athletics Cup Munich June 1997, youtube.com, abgerufen am 24. Februar 2024
- Oliver-Sven Buder (Germany) shot put (1997-06-22) European Cup Olympiastadion München, youtube.com, abgerufen am 24. Februar 2024
- Astrid Kumbernuss (Germany) shot put 20.64 meters (1997-06-22 ) European Cup Munich, youtube.com, abgerufen am 24. Februar 2024